# Игра на выживание (телесериал)
«Игра́ на выжива́ние» — российский телесериал в жанре психологического триллера, снятый режиссёром Кареном Оганесяном. Производством проекта занимаются компании 1-2-3 Production, Kargo Films и «Амедиа Продакшн» (1 сезон).
Премьера сериала состоялась 31 августа 2020 года на телеканале ТНТ и в онлайн-кинотеатре Premier. В эфире канала ТНТ транслировалась версия 16+, а версия 18+ размещалась на сервисе Premier. Заключительная серия первого сезона вышла 17 сентября 2020 года.
Цифровая премьера второго сезона должна была состояться 29 сентября 2022 года в онлайн-кинотеатре Premier, но из-за трагедии в Ижевске была перенесена на 6 октября 2022 года. Заключительная серия второго сезона вышла 17 ноября 2022 года и завершилась интригующим обрывом повествования.
Телевизионная премьера второго сезона состоялась на телеканале ТНТ 28 ноября 2022 года. 25 октября 2022 года было объявлено о продлении сериала на третий сезон, который станет заключительным.

## Сюжет

### 1-й сезон
16 человек из разных регионов России приезжают в сибирскую тайгу на съёмки экстремального реалити-шоу «Выживший». В радиусе более ста километров нет ни одного населённого пункта, дорог, Интернета и сотовой связи. В этих условиях участникам предстоит провести месяц. Разделившись на две команды, герои стремятся заполучить самый крупный денежный приз в истории российского телевидения — 1 миллион евро, который достанется только одному участнику. Одержит победу лишь тот, кто, по словам ведущего, дойдёт до конца и «останется человеком». Внезапно на проекте начинают происходить загадочные события, исчезает съёмочная группа и стартует настоящая игра на выживание.

### 2-й сезон
Прошёл год. Создателям экстремального реалити-шоу «Выживший» удалось обставить и поселить в сознании людей версию о том, что из 16 участников проекта в живых остался только фотограф Николай Суббота, а остальные 15 человек погибли, так и не успев начать игру. Организаторы реалити-шоу решили бросить вызов судьбе и, «во имя торжества жизни и памяти об игроках», провести игру такой, какой она должна была состояться год тому назад. Теперь в проекте принимают участие 10 игроков, среди которых есть родственники погибших участников игры. Создатели обратились ко всем родным, но некоторые сочли эту идею неуместной, однако нашлись и те, кто поддержали её. Победитель реалити-шоу получит 1 миллион евро. Тем временем Николай Суббота выкладывает в сеть разоблачающее проект видео, объединяется с прокурором — отцом погибшего участника Сурена Багрикяна, чтобы выйти на след и наказать организаторов экстремального реалити-шоу «Выживший», однако в ход событий вмешивается подставная участница Анастасия Фролова, которая вынуждает героя начать второй уровень игры на выживание.

## Актёры и персонажи

### Участники реалити-шоу «Выживший»

#### Первый сезон
| Актёр               | Роль                                                            |
| ------------------- | --------------------------------------------------------------- |
| Александра Бортич   | Александра Бортич известная актриса                             |
| Алексей Чадов       | Алексей Чадов известный актёр                                   |
| Игорь Верник        | Игорь Верник ведущий реалити-шоу «Выживший»                     |
| Линда Лапиньш       | Виктория Александровна Кемпиннен помощник депутата из Москвы    |
| Владимир Верёвочкин | Николай Николаевич Суббота фотограф из Тулы                     |
| Беник Аракелян      | Сурен Левонович Багрикян ресторатор из Пятигорска               |
| Анастасия Тодореску | Татьяна Новак журналист из Москвы                               |
| Валерий Скорокосов  | Семён Иванович Приходько сантехник из Чебоксар                  |
| Дэвид Пилия         | Андрей Трубицин системный администратор из Воронежа             |
| Юлия Волкова        | Марина Владимировна Черкизова повар из Магадана                 |
| Мария Кулик         | Наталья Иванова ветеринар из деревни Погорелово Алтайского края |
| Михаил Кремер       | Сергей Олегович Ничаев боец ММА из Краснодара                   |
| Илья Хвостиков      | Дмитрий Селезнёв инспектор ГИБДД из Архангельска                |
| Дмитрий Кривошеев   | Павел Гринько бизнесмен из Санкт-Петербурга                     |
| Ирина Воронова      | Анастасия Фролова предприниматель из Якутска                    |
| Кристина Поли       | Маша Гринштейн модель из Москвы                                 |
| Ульяна Лукина       | Елена Балашова бухгалтер из Белгорода                           |

#### Второй сезон
| Актёр                 | Роль                                                                |
| --------------------- | ------------------------------------------------------------------- |
| Линда Лапиньш         | Ольга Александровна Кемпиннен сестра Виктории Кемпиннен, фрилансер  |
| Владимир Верёвочкин   | Николай Николаевич Суббота фотограф из Тулы                         |
| Игорь Верник          | Игорь Верник ведущий реалити-шоу «Выживший»                         |
| Андрей Чадов          | Андрей Чадов брат Алексея Чадова, актёр                             |
| Елена Андреева        | Тамара Балашова мать Елены Балашовой, продавщица                    |
| Валерия Репина        | Яна Фёдорова блогер                                                 |
| Денис Котов           | Юрий Приходько внук Семёна Приходько, студент                       |
| Никита Плащевский     | Клим Сазонов таксист                                                |
| Павел Харланчук       | Эдуард Гуляев корпоративный юрист                                   |
| Анастасия Сапожникова | Любовь Орлова маляр                                                 |
| Кристина Ра           | Инга Велес художник                                                 |
| Анна Зайкова          | Ангелина Морозова нейрохирург                                       |
| Анастасия Тодореску   | Татьяна Новак журналист из Москвы                                   |
| Самвел Мужикян        | Левон Багрикян отец Сурена Багрикяна, прокурор Ставропольского края |

### Другие
| Актёр                                                | Роль                                                    |
| ---------------------------------------------------- | ------------------------------------------------------- |
| Юрий Архангельский (2, 3, 17 серии)                  | Шмель главарь зэков                                     |
| Никита Кологривый (2, 3, 4 серии)                    | Заточка зэк                                             |
| Эрдэм Шагдуров (2 серия)                             | Монгол зэк                                              |
| Александр Марушев (4, 5 серии)                       | Никифор Савельев людоед-старовер                        |
| Александр Пугачёв (6 серия)                          | Игорь Васильев майор, руководитель научной лаборатории  |
| Андрей Филиппак (6, 8 серии)                         | Алексей Иванович Фёдоров полковник, командующий центром |
| Сергей Юдаков (6 серия)                              | Александр Кольцов капитан                               |
| Андрей Быков (7 серия)                               | Сергеенко научный руководитель студентов-геологов       |
| Глеб Бочков (7 серия)                                | Лазарев студент-геолог                                  |
| Сергей Дьяков (7 серия)                              | Волков студент-геолог                                   |
| Сейдулла Молдаханов (7 серия)                        | Должин толгуз                                           |
| Алдар Когаев (7 серия)                               | Алдан сын Должина                                       |
| Олег Жаков (8 серия)                                 | Хирург (Константин Юрьевич Шатов) сумасшедший врач      |
| Сергей Жарков (9, 10, 15, 16, 18, 19 серии)          | Угрюмов (Михалыч) начальник угрозыска                   |
| Александр Кудин (9, 10 серии)                        | Владимир Баранов помощник Угрюмова                      |
| Полина Кузьминская (9 серия)                         | Аня медсестра                                           |
| Алексей Гришин (11, 12 серии)                        | Леонид бывший Татьяны Новак                             |
| Карен Оганесян (13, 15, 18, 19 серии)                | Воробей                                                 |
| Борис Гафуров (13, 14, 17, 18, 19 серии)             | Магруб                                                  |
| Фуркат Файзиев                                       | Сухий                                                   |
| Игорь Гордин (14, 15, 17, 18, 19 серии)              | модератор реалити-шоу «Выживший»                        |
| Кристина Александрова (14, 15, 16, 17, 18, 19 серии) | Аня помощница модератора                                |
| Стивен Томас Окснер (14, 15, 17, 18, 19 серии)       | Пол помощник модератора                                 |
| Эдгар Гизатуллин (15, 16, 18 серии)                  | Фёдор                                                   |
| Илья Фоменко (17 серия)                              | Заточка зэк                                             |
| Григорий Верник (18 серия)                           | Григорий Верник сын Игоря Верника                       |
| Эрик Дасни (18, 19 серии)                            | Шер возлюбленный Татьяны Новак / Ферузы                 |

## Производство
Рабочее название сериала — «Выживший». На 16 исполнителей главных ролей рассматривалось 300 претендентов. Перед началом проб Карен Оганесян проводил с каждым претендентом индивидуальную беседу, во время которой решал, на какую конкретно роль тот будет пробоваться. Перед началом съёмок всем 16 утверждённым актёрам был выдан сценарий первых двух серий, сценарий оставшихся 10 серий выдавался им по мере продвижения съёмок. Однако Оганесян разрешил актёрам вносить свои идеи, поэтому в процессе сценарий постоянно переписывался и дописывался.
Съёмки первого сезона проходили с августа по декабрь 2019 года в Абхазии. В течение 47 дней съёмки проходили в горах в Ауадхаре, а затем переместились на море и сушу. В качестве города Таёжинск использовались заброшенные пригороды города Ткуарчал.
Первый сезон проекта был представлен под названием «The Big Game» / «Большая игра» на I виртуальном рынке российского контента Key Buyers Event Digital Edition, который проходил с 8 по 14 июня 2020 года.
Премьерный показ первого сезона прошёл в Москве 29 августа 2020 года в кинотеатре «Иллюзион» в рамках ежегодной акции «Ночь кино». Было показано две первых серии, а затем прошло обсуждение проекта с режиссёром Кареном Оганесяном и продюсером Марией Шухниной.
23 сентября 2020 года продюсер сериала Валерий Федорович сообщил о продлении проекта на второй сезон. Съёмки второго сезона стартовали в Узбекистане в мае 2021 года.

## Список сезонов
| Сезон | Сезон | Серии | Период трансляции             |
| ----- | ----- | ----- | ----------------------------- |
|       | 1     | 12    | 31 августа — 17 сентября 2020 |
|       | 2     | 8     | 6 октября — 17 ноября 2022    |
|       | 3     | TBA   | TBA                           |

### Сезон 1
| № серии | Описание серии | Дата премьеры    |
| ------- | --- | ---------------- |
| 1       | В сибирской тайге стартует реалити-шоу «Выживший», участникам которого предстоит побороться за главный приз — один миллион евро. Шестнадцать смельчаков прибывают на место съёмок. Без телефонов, личных вещей и цивилизации на сотни километров вокруг они попробуют выжить. Игра начинается! | 31 августа 2020  |
| 2       | Участники шоу обнаруживают у реки лодку, хозяевами которой оказываются три вооруженных зэка. Преступники берут в заложники одну из команд, но их успевает заметить Вика Кемпиннен, которая нападает на одного из зэков. Вику отводят в лагерь, где жаждущий мести зэк хочет ее показательно изнасиловать. Но, увидев необычную татуировку на пояснице девушки, старший из зэков неожиданно приказывает отпустить девушку. Некоторые из участников не верят в то, что зэки настоящие, но последующие события развеивают все сомнения.                                            | 1 сентября 2020  |
| 3       | Участники решают уходить из лагеря, но бросают там травмированного Сурена Багрикяна. Вместе с ним вызываются остаться Елена Балашова, Марина Черкизова, Наташа Иванова и Николай Суббота. Остальные выдвигаются на поиски ближайшего населенного пункта, но вскоре понимают, что на ночь необходимо сделать привал. Внезапно к ночлегу подходят волки и все вынуждены отбиваться от нападения голодных зверей. | 2 сентября 2020  |
| 4       | Утром исчезает Александра Бортич и Алексей Чадов уходит один на ее поиски. Остальные идут дальше и по пути встречают маленькую девочку, которая ведет их в деревню отшельников. В это же время в лагере Балашовой снова мерещится убитый зэк. Чтобы успокоить девушку, Суббота тащит её к месту, где закопаны трупы преступников. Но яма оказывается пустой. | 3 сентября 2020  |
| 5       | В яму, где отшельники держат своих пленников, опускают корзину с мясом, но участники замечают пирсинг Александры Бортич на одном из кусков. Ничаев в ужасе кричит, что убьет любого, кто дотронется до корзины. После пожара, группа Субботы перебирается в базовый лагерь, а ночью к ним из леса выходит ведущий шоу Игорь Верник. | 7 сентября 2020  |
| 6       | Участники попадают в секретный научный центр Минобороны, где полковник Фёдоров сообщает им, что из лаборатории вырвался смертельный вирус, превращающий людей в подобие зомби. Именно так и произошло со съемочной группой, которых пришлось расстрелять и сбросить тела в яму, чтобы потом ликвидировать. Участники задают полковнику справедливый вопрос — откуда он знает, что они тоже не заражены? | 8 сентября 2020  |
| 7       | Оказывается, никакой консервации не было — газ не пустили и двери открылись. Это еще больше убеждает участников, что все это — и каннибалы, и зомби, и военные с вирусом — происки организаторов шоу. На берегу озера герои находят охотничий домик и припасы. Вскоре у них вновь появляются гости — на лодке приплывают геологи, внешне совершенно безобидные. Но измученные герои уже никому не доверяют — Ничаев берет их под прицел. | 9 сентября 2020  |
| 8       | Грузовик, в котором военные везли остальных участников, терпит крушение в тоннеле. Вика Кемпиннен видит, как какой-то мужчина вытаскивает из разбитой машины журналистку Таню Новак и увозит в неизвестном направлении. Выбравшись из туннеля, герои оказываются в закрытом и заброшенном городе Таёжинске, который, как следует из старых газет, был эвакуирован много лет назад и в котором до сих пор орудует маньяк по кличке Хирург. | 10 сентября 2020 |
| 9       | Участников доставляют в посёлок Урумчаны, где местный глава лично сопровождает их в больницу. Герои первым делом требуют телефон, но в поселке как назло нет связи - ветром оборвало провода. Это обстоятельство кажется им подозрительным, но в остальном посёлок выглядит совершенно обычным. Сбежавшую Новак пытаются изнасиловать местные гопники, но её спасает вовремя подоспевшая Кемпиннен. Но тут появляется один из полицейских и спрашивает девушек, не из игры ли они случайно?                                                                                     | 14 сентября 2020 |
| 10      | Полицейский рассказывает Новак и Кемпиннен, что год назад в посёлок из леса вышли двое мужчин и девушка с татуировкой. Они говорили про какой-то тренинг, игру, зомби в лесу, деревню каннибалов и тому подобное. Вскоре появились люди из Москвы и увезли игроков. Но позже Баранов нашел трупы двоих из них и понял, что в рассказах игроков была доля правды. Взволнованная Кемпиннен спрашивает, было ли среди трупов тело девушки? Выясняется, что девушка – родная сестра Кемпиннен. Новак в шоке - Вика с самого начала все знала об игре и никому ничего не рассказала? | 15 сентября 2020 |
| 11      | Самолет приземляется в воду, и вскоре его подбирает рыбацкое судно, на борту которого уже находятся Черкизова, Багрикян и Новак. Суббота сразу понимает, что без точных координат найти их в центре Байкала было невозможно. Он допрашивает капитана и тот признается, что на судне полно камер и что люди, которые их установили, угрожали его семье. При этом капитан утверждает, что сигнал о точном местонахождении они получили от кого-то из игроков. Суббота готов заставить всех раздеться догола, чтобы понять, кто из них предатель.                                  | 16 сентября 2020 |
| 12      | Оставшиеся в живых Суббота, Кемпиннен, Новак и Черкизова добираются до Москвы. В первую очередь они отправляются к коллеге Новак, известному московскому журналисту. Он в шоке — все их считали погибшими, в новостях объявили, что в день начала съемок оба вертолета шоу разбились, тела всех участников и организаторов были опознаны. Новак просит помощи у журналиста, но ничего обещать он не может, ведь известно, что они ввязались во что-то очень серьезное. И это точно не игра.                                                                                     | 17 сентября 2020 |

### Сезон 2
| № серии | Описание серии | Дата премьеры   |
| ------- | --- | --------------- |
| 1 (13)  | Прошёл год после трагической гибели участников шоу. Тем временем проект возобновляют с новыми героями, среди которых есть и родственники погибших. В первый день съёмок игроки собираются на лобном месте. Неожиданно их окружает спецназ.                                                                                 | 6 октября 2022  |
| 2 (14)  | Николай Суббота преследует цель помешать организаторам и сохранить в живых как можно больше новых игроков. Пытаясь добраться до аэропорта, герои невольно оказываются вовлечены в стачку на местном заводе, рабочие которого берут в заложники Верника.                                                                    | 6 октября 2022  |
| 3 (15)  | Игроки остаются в заброшенном замке, пока Николай едет в город на разведку. Субботе удаётся выйти на связь с организаторами, но в его отсутствие для остальных игроков был придуман очередной жестокий квест. | 13 октября 2022 |
| 4 (16)  | В плане Субботы появляется сообщник — полицейский Угрюмов, который в прошлой игре потерял своих товарищей и жаждет поквитаться с организаторами. Суббота возвращается в замок и находит истекающего кровью Верника. | 20 октября 2022 |
| 5 (17)  | Выясняется, всё пошло не по сценарию организаторов, когда настоящие бандиты увезли девушек из заброшенного замка. Суббота и ещё несколько участников оказываются у местного криминального авторитета, который хочет их руками отомстить своему врагу.                                                                      | 27 октября 2022 |
| 6 (18)  | Раненый Верник приходит в себя у организаторов и хочет выйти из игры, но от Главного узнаёт, что у всего этого есть высшая цель, которая оправдывает любые средства. | 3 ноября 2022   |
| 7 (19)  | Пока игроки пытаются пройти все выпавшие им испытания, Угрюмов выслеживает человека организаторов, который вынимает из трупов чипы, куда пишутся все показатели состояния участников. | 10 ноября 2022  |
| 8 (20)  | Оставшиеся в живых игроки собираются вместе и садятся в поезд. В одном из вагонов они находят Верника. Он объявляет, что поезд заминирован и демонстрирует всем, что взрывное устройство закреплено на его грудной клетке. Видимо, чтобы обезвредить бомбу, согласно плану организаторов, участникам нужно убить ведущего. | 17 ноября 2022  |

## Рейтинги
По данным компании Mediascope, вторая серия первого сезона стала лидером по просмотрам в России, собрав долю в 18 % по целевой аудитории ТНТ 14—44, оставив позади канал СТС (10,3 %), НТВ (8,2 %) и «Пятый канал» (5,9 %).

## Мнения о сериале
- Дмитрий Гинкель, «Петербургский дневник»:

Крепкий сценарий заставляет каждого из героев проявлять свои лучшие и худшие качества. В кадре нет идеальных людей, но им придётся объединиться, ведь где-то в лесной глуши обитает настоящее зло. Или нет? Вот в этом и главная загадка проекта Оганесяна
- Lenta.ru:

„Игра на выживание“ — то есть, прежде всего, игра для ума, головоломка, предназначенная всем, кто любит самые разнообразные квесты, а также тем, для кого детективы не просто средство убить время, но и тренажёр внимательности и дедукции. В каждую серию сценаристы и режиссёр припрятали пасхалки, которые вроде бы указывают на то, что шоу продолжается — ровно до следующего поворота сюжета, в котором реальность переплетётся со страшной сказкой, а зритель осознает, что перед ним прежде всего плотно сбитый фантастический триллер
- Егор Москвитин, «Москва 24»:

Шесть лет назад в Америке прошёл (и закрылся после первого же сезона) сериал „Сибирь“. Это была фантастическая история о том, как дюжина янки высадилась в русской тайге, чтобы побороться за главный приз в реалити-шоу в духе „Остаться в живых“, но столкнулась с настоящей чертовщиной.
С тех пор российские телесериалы воспряли духом, актриса Сабина Ахмедова из „Сибири“ перебралась в „Содержанок“, а на ТНТ придумали „Игру на выживание“. И это тоже абсолютно художественная история, которая некоторое время притворяется реалити-шоу. Тайга, две команды, приз в миллион евро, борьба за огонь — всё как в „Последнем герое“
- Леонид Кискаркин, Anews.com:

Проект Оганесяна напоминает недавний хит платформы PREMIER, „Колл-центр“. Новый сериал также рассказывает об ужасных вещах, которые происходят с обычными людьми, оказавшимися в необычных обстоятельствах, и тоже ставит вопрос, смогут ли герои в такой ситуации сохранить человечность
- Сергей Ефимов, «Комсомольская правда»:

„Игра на выживание“ — вполне добротный и даже классный продукт, если не предъявлять к нему повышенных требований и, скорее всего, понравится фанатам „Колл-центра“ или тээнэтэшного же проекта „Чернобыль. Зона отчуждения“ (не путать с американским „Чернобылем“). Новый проект сильно лучше, например, близкого по жанру, но совсем уж безнадёжного сериала „Лапси“: всё же в „Игре…“ есть развивающийся сюжет и заметны попытки создания неоднослойных персонажей
- Пётр Волошин, «Киноафиша»:

Кино о якобы реалити-шоу снято не в первый, и не в последний раз, но некоторая установка на псевдодокументализм фильма рассеивается уже по ходу первой серии, чтобы полностью перейти в художественность во второй
- Денис Ступников, InterMedia:

Создатели фильма сумели охватить, кажется, все основные социальные слои населения России. Режиссёр Карен Оганесян признаётся, что припас антиутопический запал для следующих возможных сезонов
- Ева Анисимова, RT:

„Игра на выживание“ одновременно кажется и игровым сериалом, и реалити-шоу, однако если оценивать его исключительно в этих категориях, то и там и там удастся найти массу недочётов. Куда благоразумнее будет признать главное достоинство проекта — нестандартность — и рассматривать его как что-то принципиально новое (а для российского телевидения этот формат определённо новый)